# San Giovanni in Fiore
San Giovanni in Fiore est une commune de la province de Cosenza, dans la région de Calabre, en Italie.

## Géographie
La ville est bâtie sur le plateau de la Sila à la confluence des cours d'eau : l'Arvo et le Neto.

## Histoire
- L'Abbaye Florense

## Culture

### Personnalités de la commune
- Saverio Marra, photographe, né et mort à San Giovanni in Fiore.
- Mario Oliverio

## Administration
| Période                                  | Période  | Identité         | Étiquette | Qualité |
| ---------------------------------------- | -------- | ---------------- | --------- | ------- |
| 19 avril 2005                            | En cours | Antonio Nicoleti |           |         |
| Les données manquantes sont à compléter. |          |                  |           |         |

### Hameaux
Fantino, Lorica, Rovale, Serrisi, Acquafredda, Cagno, Ceraso, Germano, Torre Garga

### Communes limitrophes
Aprigliano, Bocchigliero, Caccuri, Castelsilano, Cotronei, Longobucco, Pedace, Savelli, Serra Pedace, Spezzano Piccolo,  Taverna

### Évolution démographique
Habitants recensés

## Personnalités liées à la ville
Dans les alentours de cette ville vécut Joachim de Flore qui y fonda un monastère, l'Abbaye Florense.